# 辛特拉
辛特拉（葡萄牙語：Sintra），澳門又譯仙德麗，是葡萄牙里斯本大区的一个市镇，位于辛特拉山山麓，距大西洋18公里，为靠近里斯本的住宅郊区。2011年有377835居民。
该镇位于3个堂区：圣玛利亚圣弥额尔（Santa Maria e São Miguel）、圣马蒂纽（São Martinho）和圣伯多禄（São Pedro de Penaferrim）中间。在20世纪后期，这些堂区成为人口和经济增长的中心，主要是受到该地区旅游业涌入的影响。
该镇除了辛特拉山和辛特拉 - 卡斯卡伊斯自然公园之外，还有星罗棋布的皇家庄园和城堡，许多建筑完成于15-19世纪之间，包括摩尔城堡，佩纳宫和辛特拉宫，在1995年被联合国教科文组织列为世界遗产。辛特拉也因此发展为里斯本附近一个重要的旅游中心。

## 友好城市
- 法國 枫丹白露

辛特拉 - Sintra
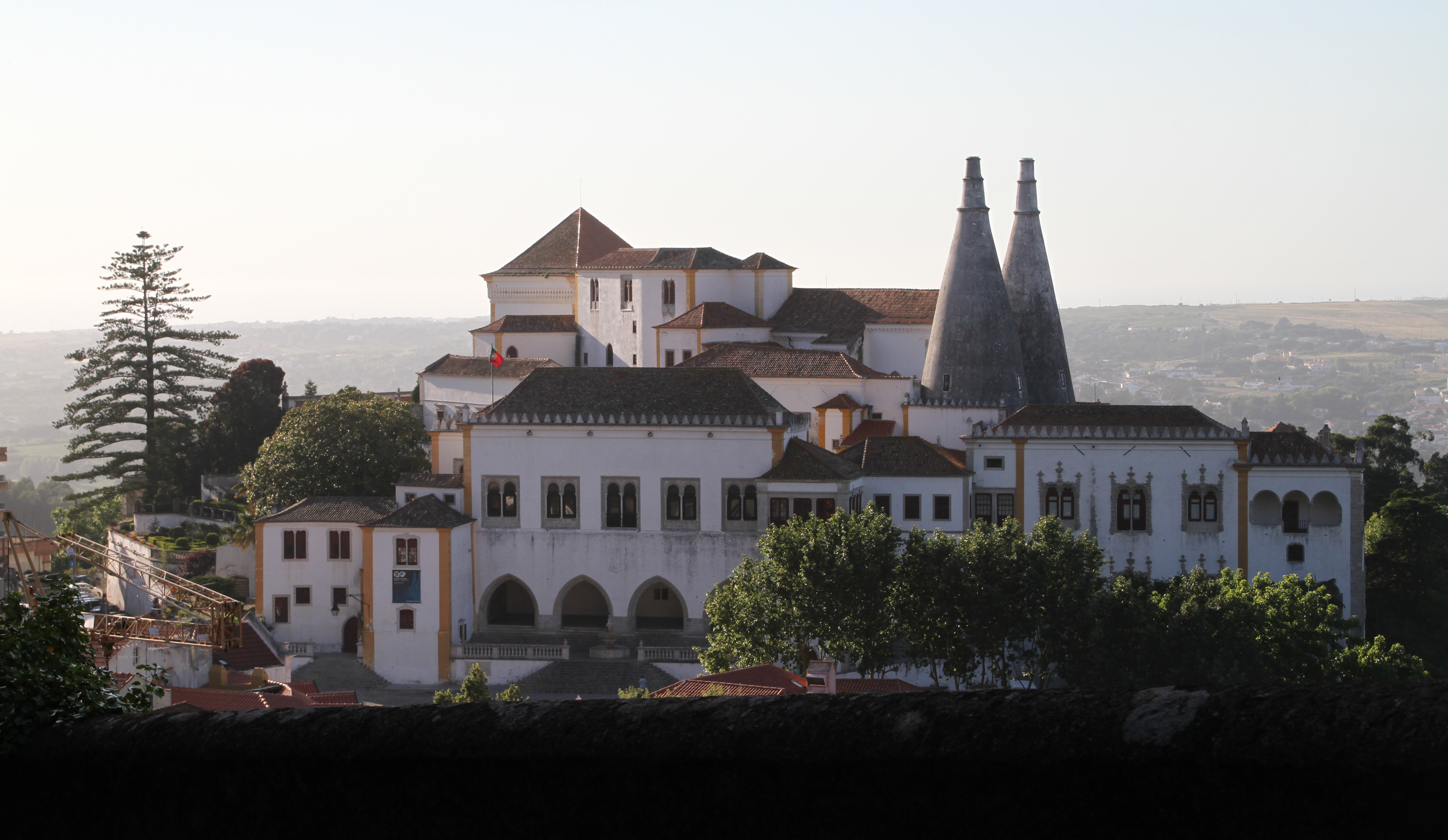
辛特拉宫外景
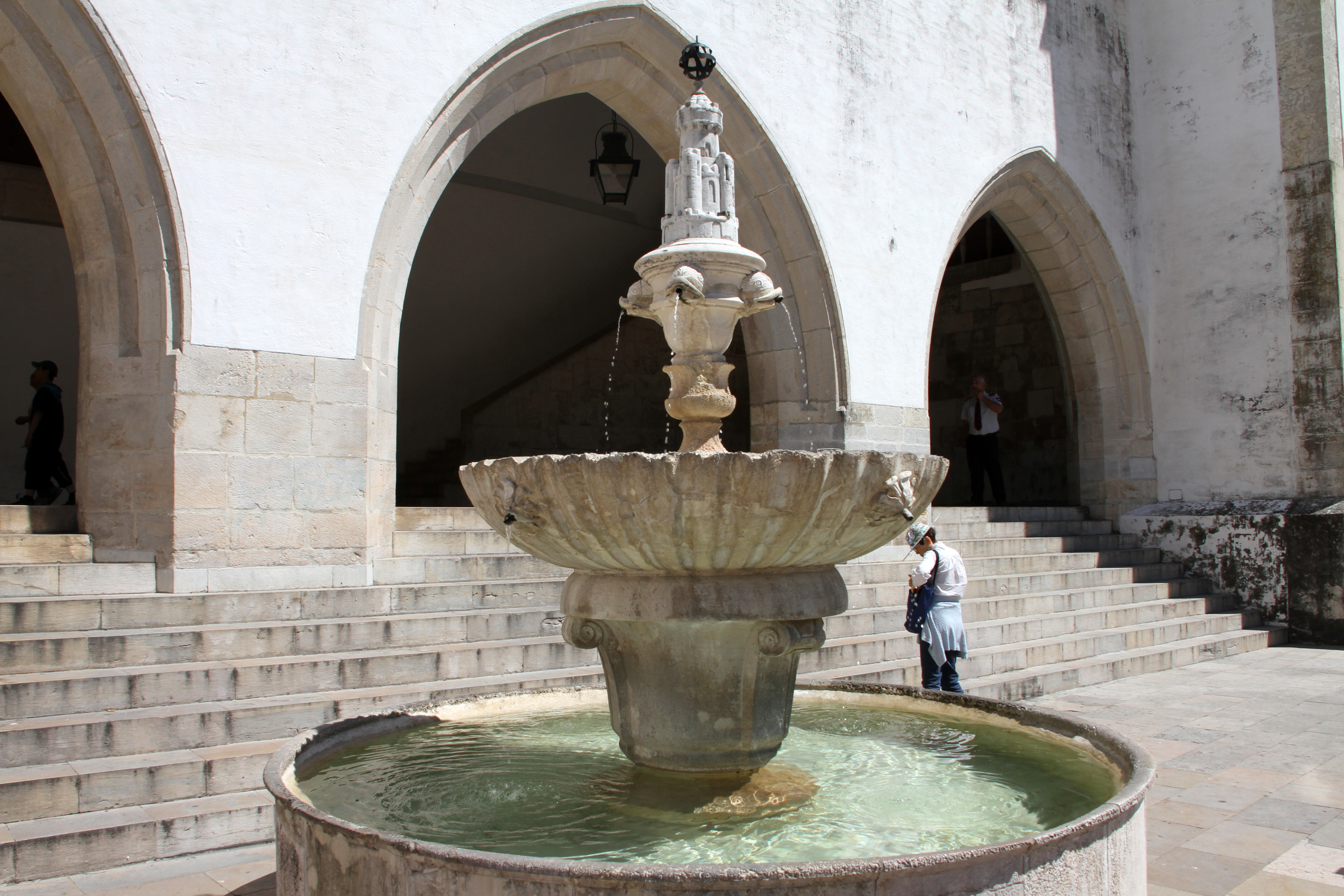
辛特拉宫门外喷泉
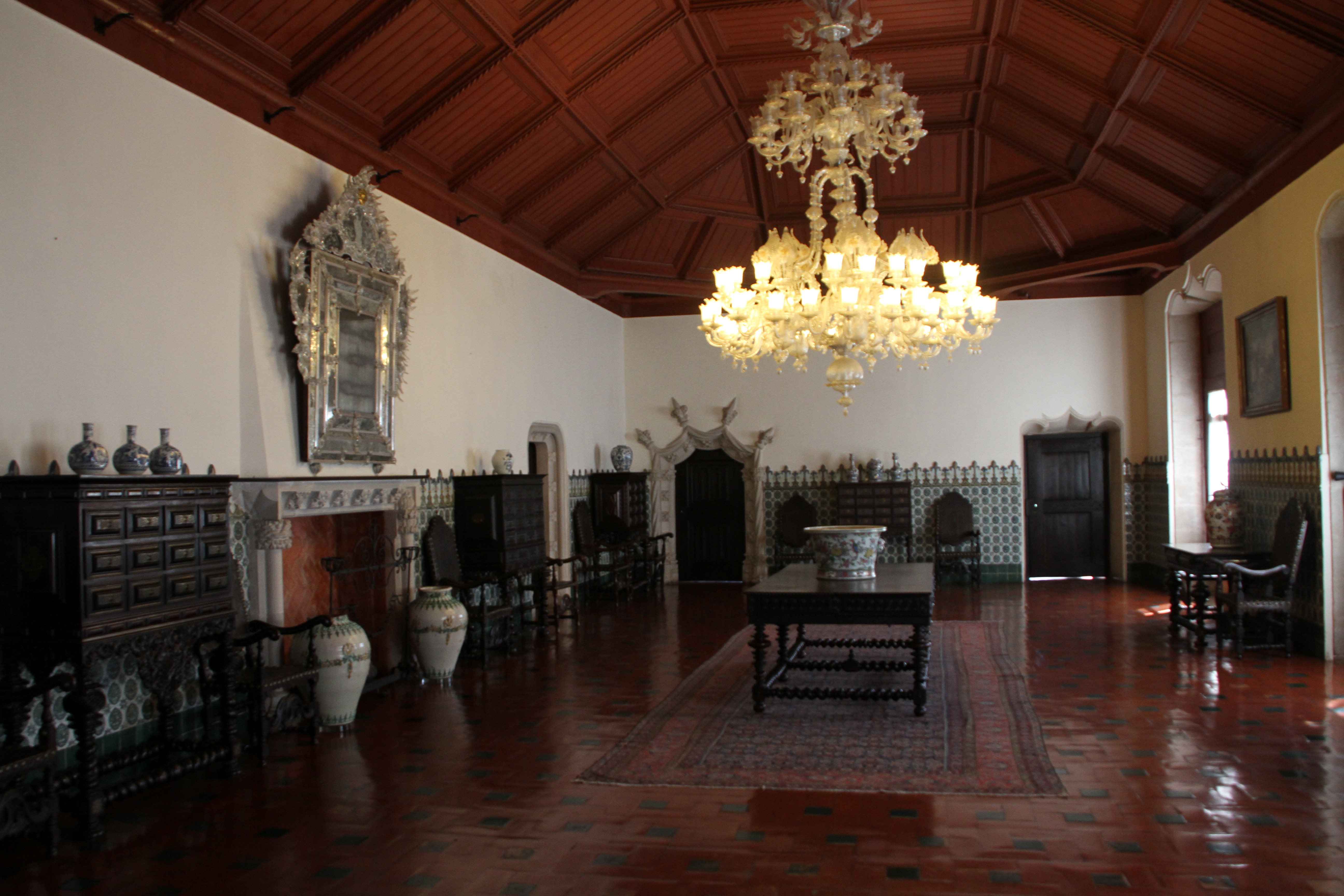
辛特拉宫内景
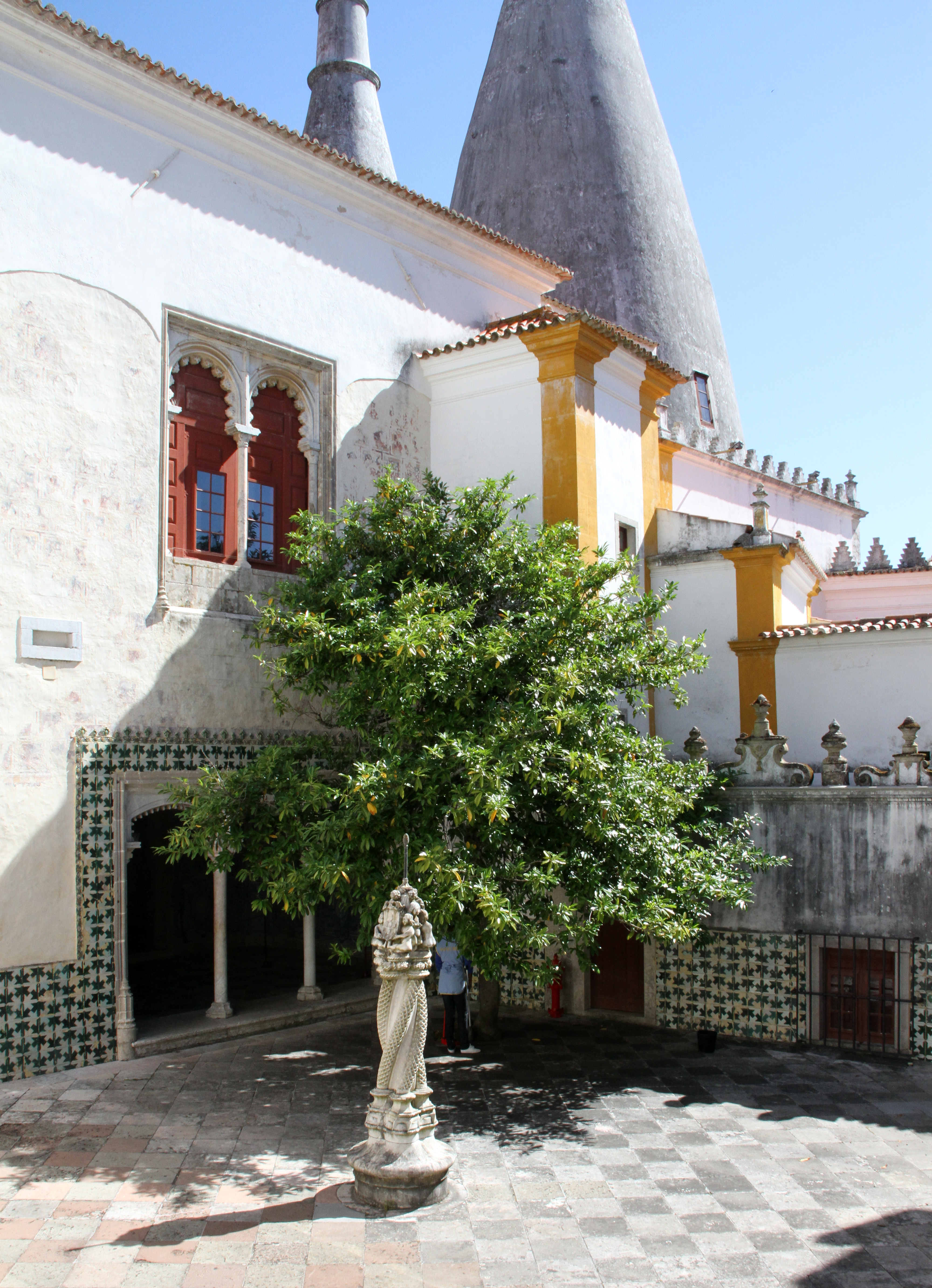
辛特拉宫内部庭院
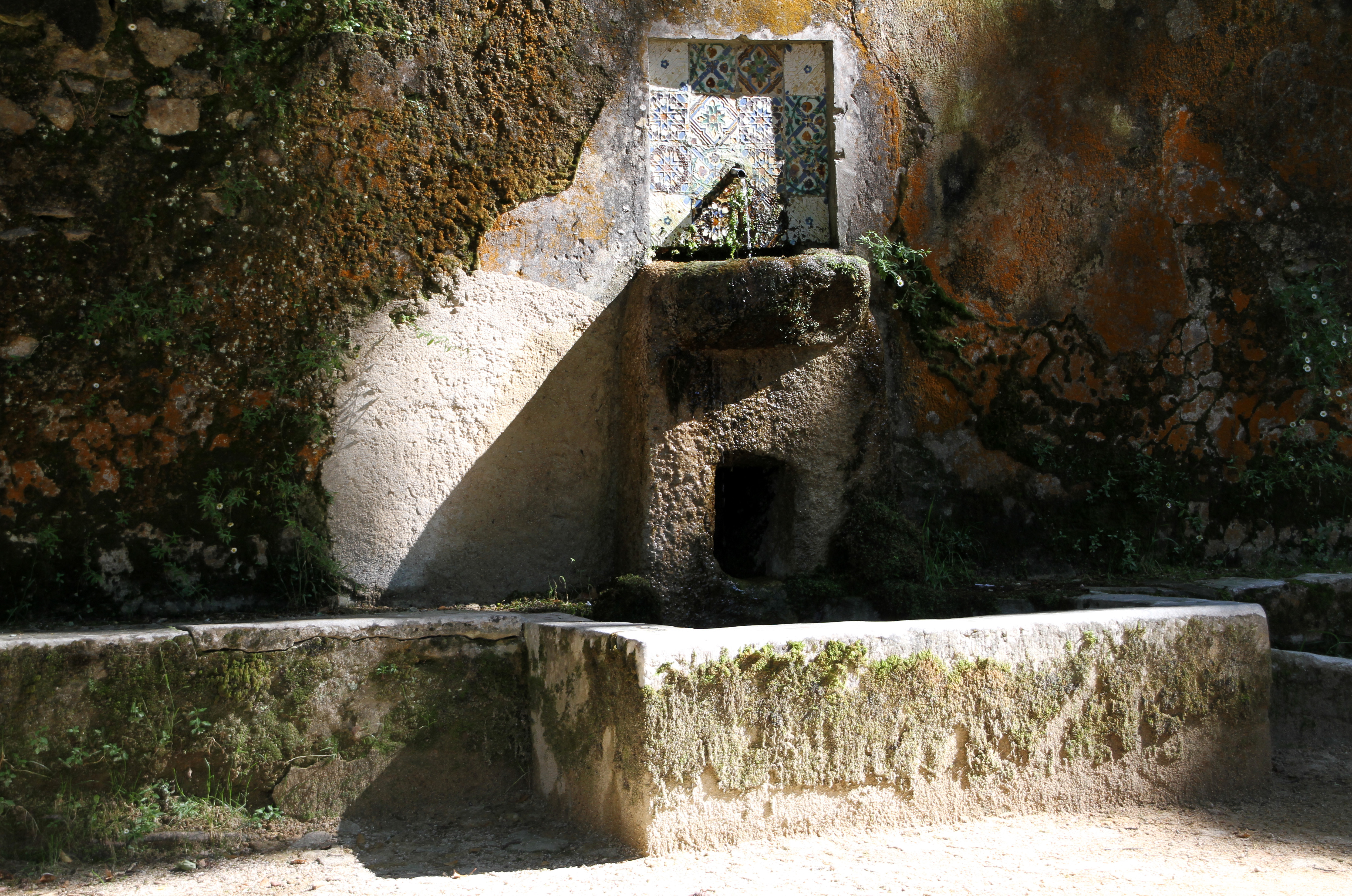
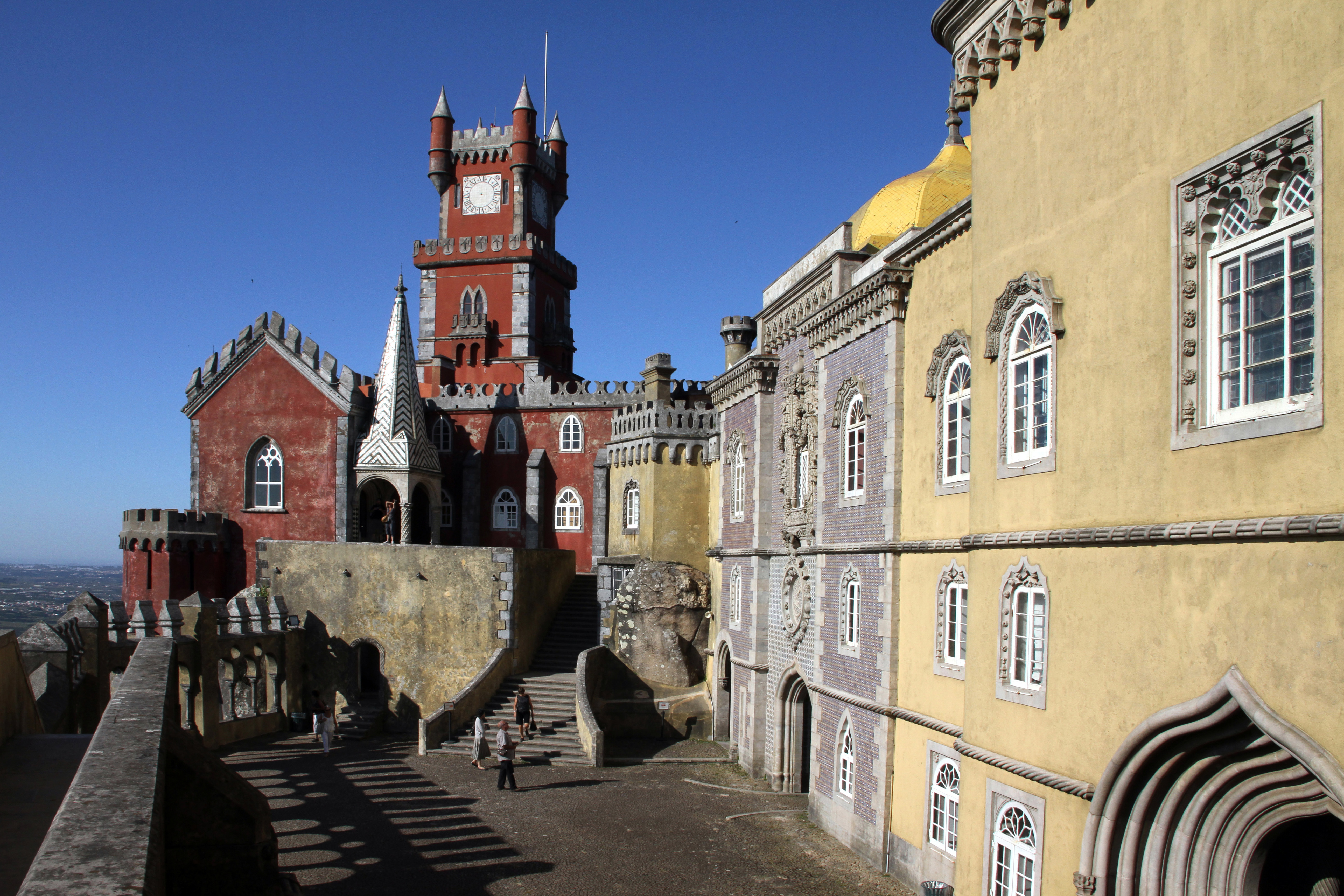
佩纳宫（部分）
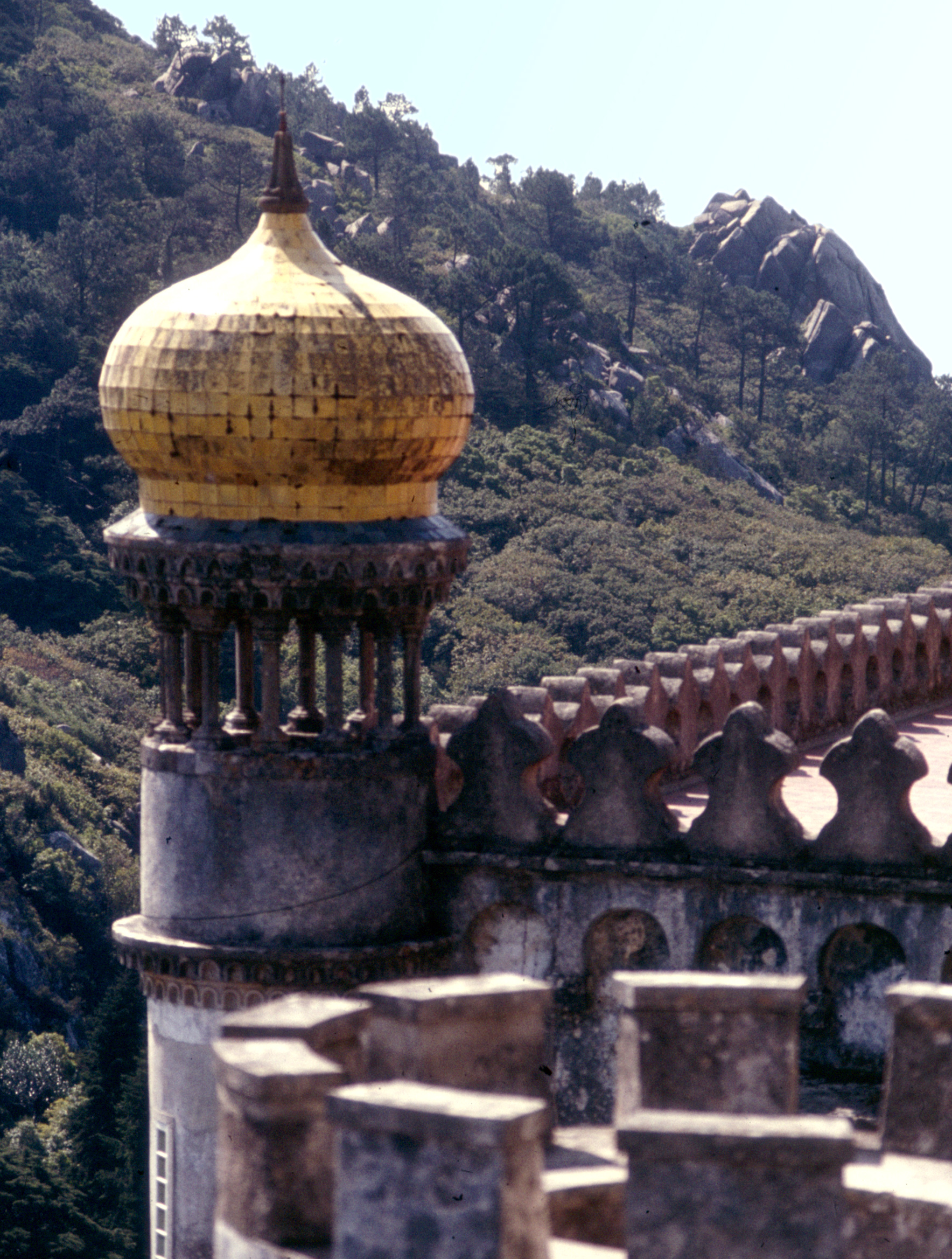
佩纳宫（部分）
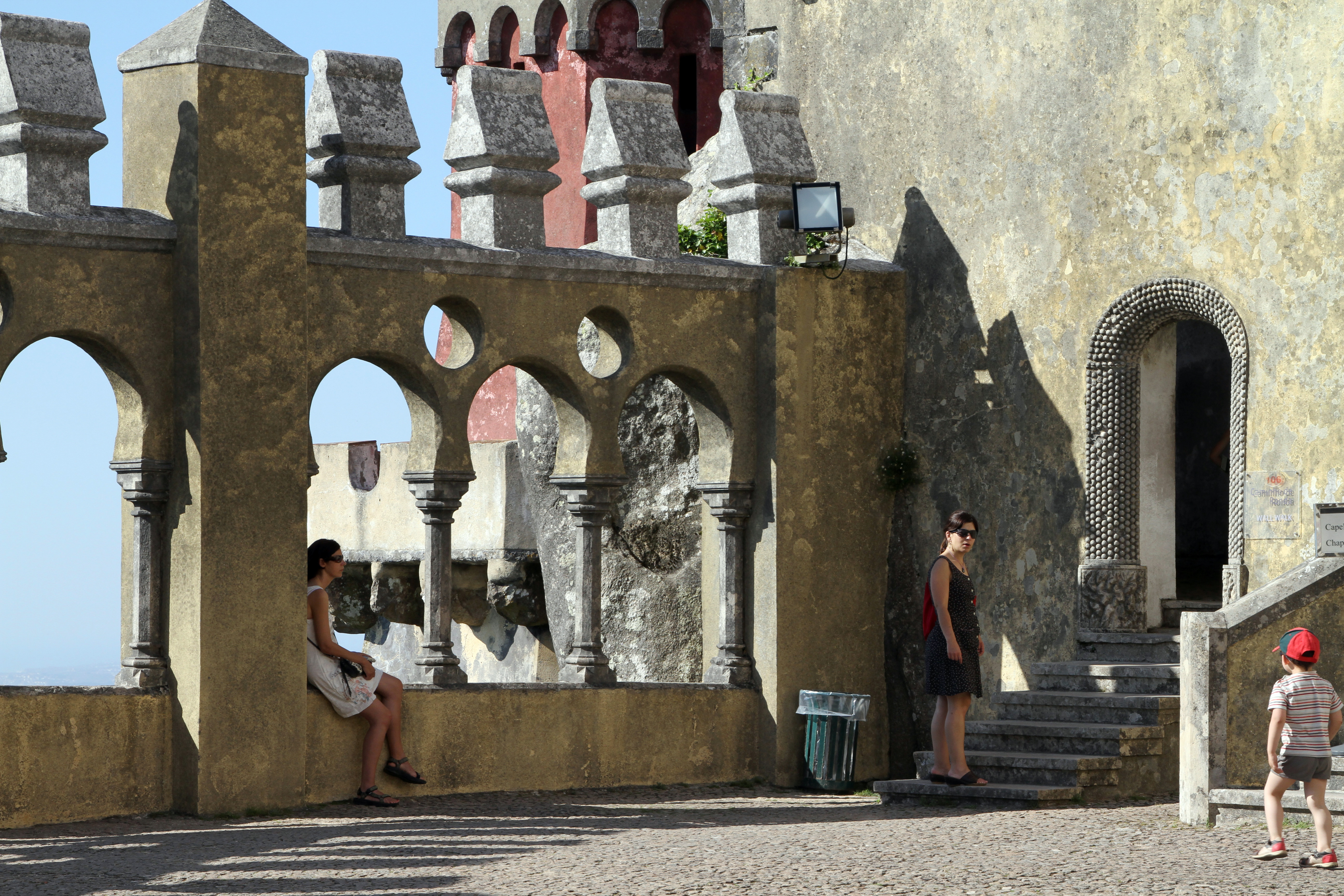
佩纳宫